# جيم فيلد سميث
جيم فيلد سميث (بالإنجليزية: Jim Field Smith)‏ هو كاتب وكاتب سيناريو ومخرج بريطاني، ولد في 20 فبراير 1979 في المملكة المتحدة.

## وصلات خارجية
- الموقع الرسمي
- جيم سميث على موقع IMDb (الإنجليزية)
- جيم سميث على موقع ألو سيني (الفرنسية)
- جيم سميث على موقع أول موفي (الإنجليزية)
- جيم سميث على موقع بوكس أوفيس موجو (الإنجليزية)
- جيم سميث على موقع قاعدة بيانات الأفلام السويدية (السويدية)
- جيم سميث على موقع قاعدة بيانات الفيلم (الإنجليزية)
- جيم سميث على موقع كينوبويسك (الروسية)